# Nikolái Muraviov-Amurski
Nikolái Nikoláyevich Muraviov-Amurski (en ruso: Никола́й Никола́евич Муравьёв-Аму́рский, San Petersburgo, Imperio ruso 11 de agostojul./ 23 de agosto de 1809greg. - París, Francia 18 de noviembrejul./ 30 de noviembre de 1881greg.) fue un general, estadista y diplomático ruso que tuvo un importante papel en la expansión del Imperio ruso sobre la cuenca del río Amur y las costas del mar del Japón.
El apellido Muraviov también se encuentra en algunas fuentes como Muravev.

## Niñez e inicios
Nikolái Muraviov nació en San Petersburgo. Se graduó del cuerpo de pajes en 1827. Participó en el sitio de Varna en la guerra ruso-turca desde 1818 hasta 1829, y más tarde en la supresión del Levantamiento de Noviembre en Polonia en 1831. Por razones de salud, se jubiló del ejército en 1833 y volvió a su hogar para administrar las propiedades de su padre. No obstante, volvió al servicio activo en 1838, sirviendo como ayudante de campo para el general Golovín en el Cáucaso. Durante una de las campañas contra los pueblos de las montañas, Muraviov fue herido.

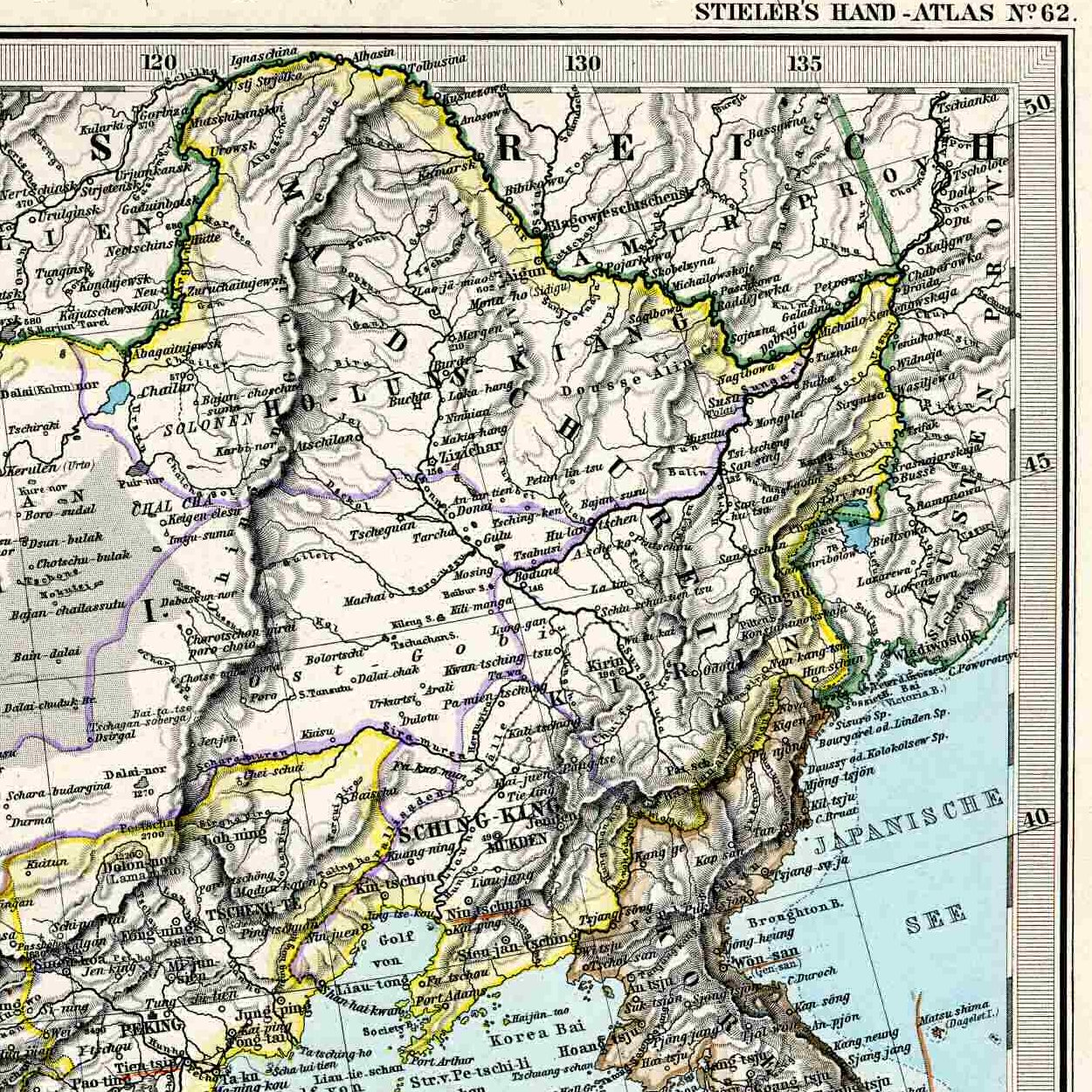
La frontera sino-rusa después del Tratado de Pekín de 1860, con los nuevos pueblos rusos construidos al norte del río Amur y al este del río Ussury para 1891 (fecha de este mapa). La península Muraviov-Amurski es el sitio de la ciudad de Vladivostok en el Mar del Japón.

En 1840, Muraviov fue designado para dirigir una de las secciones de las líneas defensoras de la costa del mar Negro y estando al mando de esta participó en la supresión del pueblo ubijo.
Muraviov fue ascendido a general de división en 1841, pero fue obligado a jubilarse permanentemente del ejército debido a su enfermedad. Fue transferido al Ministerio de Asuntos Internos y fue designado gobernador militar y civil interino de la provincia de Tula en 1846. Deseoso de mejorar la situación de la provincia, propuso el establecimiento de una sociedad agrícola en la gobernación. Muraviov fue el primer gobernador que propuso al zar Nicolás I que aboliera la servidumbre en Rusia por medio de una petición firmada por nueve terratenientes locales. Aunque el zar no tuvo en cuenta su petición, y luego se referiría a Muraviov como un «liberal» y «demócrata».

## Gobierno de Siberia oriental

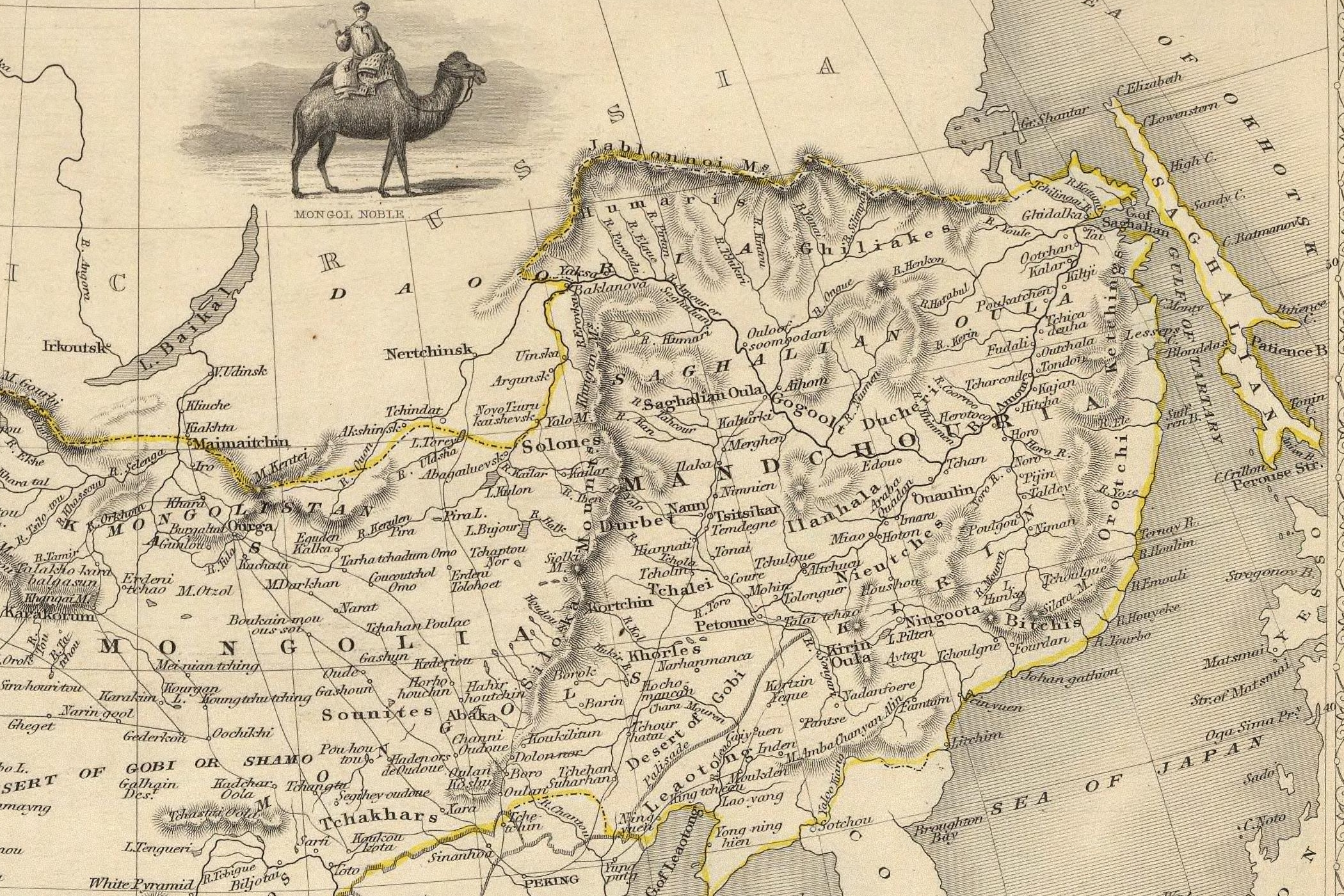
La frontera sino-rusa en la cuenca de Amur desde 1689 hasta 1858, mostrada en un mapa de 1851. Irkutsk (Irkoutsk) fue la ciudad rusa principal en Siberia oriental, y Nérchinsk, en Transbaikalia de Muraviov, fue el pueblo principal ruso en el sistema del río Amur. (La base de Muraviov, Chita, no se muestra, porque era demasiado pequeña y nueva en esos tiempos). Aigun (Saghalian Oula), fue el pueblo chino principal en el Amur.

El 5 de septiembre de 1847 Muraviov fue designado gobernador general de Irkutsk y Yeniseisk (Siberia oriental). Su nombramiento causó cierta controversia, puesto que no era usual que un hombre de su edad (38 entonces) estuviera a cargo de un territorio tan vasto. En contra de las opiniones de Karl Nesselrode, el Ministro de Asuntos Exteriores de Rusia, el zar Nicolás I personalmente mandó que Muraviov buscara una ventaja contra China. El primer acto de Muraviov como gobernador fue terminar con la malversación de fondos públicos. También impuso el estudio del idioma ruso en escuelas para los siberianos indígenas y pueblos del extremo oriente. Fomentó la exploración y asentamiento de los territorios al norte del río Amur, aprovechando con frecuencia la ayuda de los exiliados políticos. Muchas acciones tendían a ampliar el comercio en la región. Muraviov consideraba la religión como una forma poderosa de controlar al pueblo autóctono, así que estimuló la creación de nuevas iglesias cristianas y también promovió cultos locales como el chamanismo y el budismo.
Desde la firma del tratado de Nérchinsk en 1689, Rusia perdió el derecho a navegar el río Amur. Muraviov insistió en conducir una política agresiva contra China a pesar de la fuerte resistencia de oficiales de San Petersburgo, quienes temían que las relaciones entre los dos países se estropearan. Sin embargo, dado que los tramos bajos del río Amur estaban reclamados por los rusos, el gobierno autorizó varias expediciones organizadas por Guennadi Nevelskói. Desde 1851 hasta 1853, varias expediciones llegaron al Limán de Amur y la isla de Sajalín, donde los rusos se establecieron.

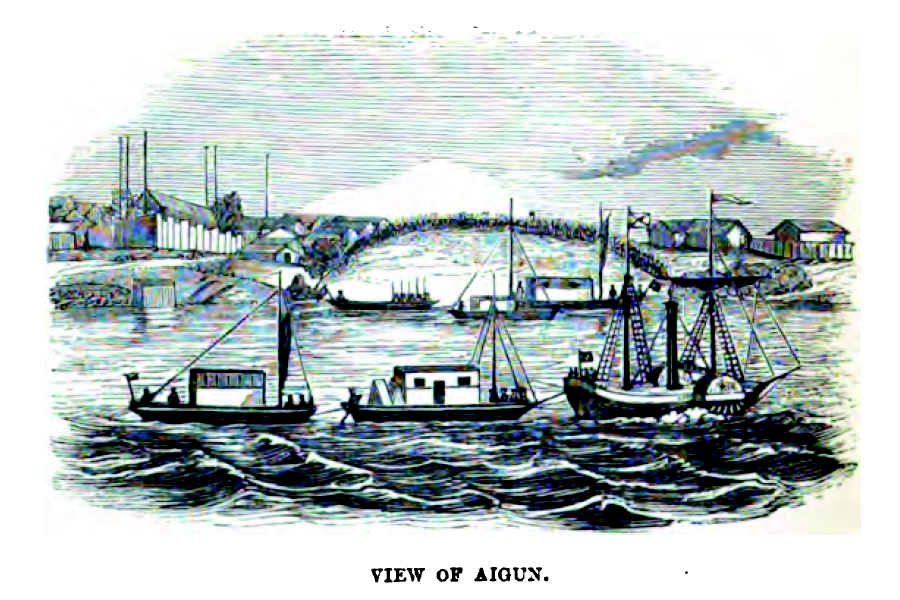
Barcas de la primera expedición de Muraviov cerca de Aigun (1854).

El 11 de enero de 1854 (31 de diciembre de 1853, calendario antiguo), el zar Nicolás I autorizó que Muraviov emprendiera negociaciones con los chinos sobre el establecimiento de una frontera a lo largo del río Amur y el transporte de tropas al estuario de Amur. Desde 1854 hasta 1858, Muraviov ayudó a Guennadi Nevelskói a lograr estos objetivos. La primera expedición tuvo lugar en mayo de 1854. Una flota de 77 barcazas y balsas, dirigida por el barco a vapor Argun, zarpó al estuario de Amur. Debido a la Guerra de Crimea, una porción de la flota fue enviada a la Bahía de Avacha en Kamchatka, donde se establecieron una serie de baterías artilleras para defender la península. Las baterías desempeñaron un importante papel en la defensa de la ciudad de Petropávlovsk (véase también Sitio de Petropávlovsk), cuando las fuerzas francesas e inglesas la atacaron.
La expedición de 1855 transportó los primeros colonos rusos al estuario de Amur. Muraviov inició las negociaciones con los chinos durante esa época.

## Tratado de Aigun

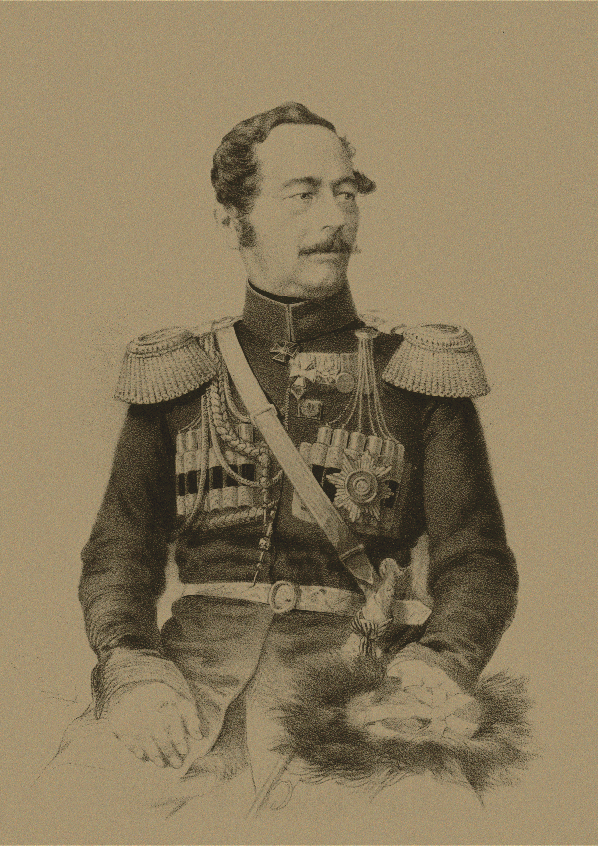
Foto de Muraviov-Amurski (fecha desconocida).

Durante la última expedición de 1858, Muraviov concluyó el tratado de Aigun con Yishan, el oficial de la Dinastía Qing. Al principio los chinos estaban en contra de fijar cualquiera frontera en el río Amur, prefiriendo mantener el statu quo de los territorios adyacentes bajo el control conjunto de Rusia y China que se había conseguido tras los sucesos de Albazín. Muraviov, sin embargo, persuadió a los chinos de que las intenciones de Rusia eran pacíficas y constructivas. El Tratado de Aigun reconoció, en efecto, el río Amur como frontera entre Rusia y el Imperio Qing, y le permitió a Rusia el libre acceso al Océano Pacífico. Por este éxito, Muraviov recibió el título del Conde Amurski (i.e., "del Río Amur"). Según un artículo del novelista ruso Vladímir Baráyev, la firma del tratado fue celebrada bajo una iluminación grandiosa en Pekín y con fiestas celebradas en las principales ciudades de Siberia. Los nuevos territorios de Rusia incluyeron el Priamurye y la mayoría de los territorios de los Krais modernos de Primorie y Jabárovsk.
Las provisiones del Tratado de Pekín de 1860 confirmaron y extendieron el Tratado de Aigun, que otorgó a Rusia el derecho al krai de Usuri y partes sureñas de Primorie.
Como gobernador general de Siberia oriental, Muraviov-Amurski intentó colonizar las orillas del río Amur muchas veces. Estos intentos en su mayoría no fueron exitosos, debido a que poca gente quería mudarse voluntariamente al Amur. Muraviov tuvo que trasladar varios destacamentos de los Cosacos del Baikal para poblar el área. Hubo intentos de organizar un transporte con barcos a vapor en el Amur y de construir una carretera postal, pero no fueron exitosos.
La oposición principal de los oficiales de San Petersburgo de encargarse de la ribera izquierda del Amur se debía a la falta de gente para defender estos nuevos territorios. Por eso, Muraviov-Amurski pidió, exitosamente, liberar a los campesinos de Nérchinsk de las labores obligatorias en las minas y con esta población se formó un cuerpo de 12.000 soldados, cosacos del Amur, para colonizar algunas de las tierras, y luego el núcleo militar que formaron los cosacos fueron transferidos a Transbaikalia.
Muraviov-Amurski se jubiló de su puesto de gobernador general en 1861, después de que su propuesta a separar Siberia oriental en dos gobernaciones separadas fuese rechazada. Fue designado miembro del Consejo de Estado. En 1868, se mudó a París, donde vivió hasta su muerte en 1881, visitando su patria solo ocasionalmente para participar en las reuniones del Consejo de Estado.

## Homenajes

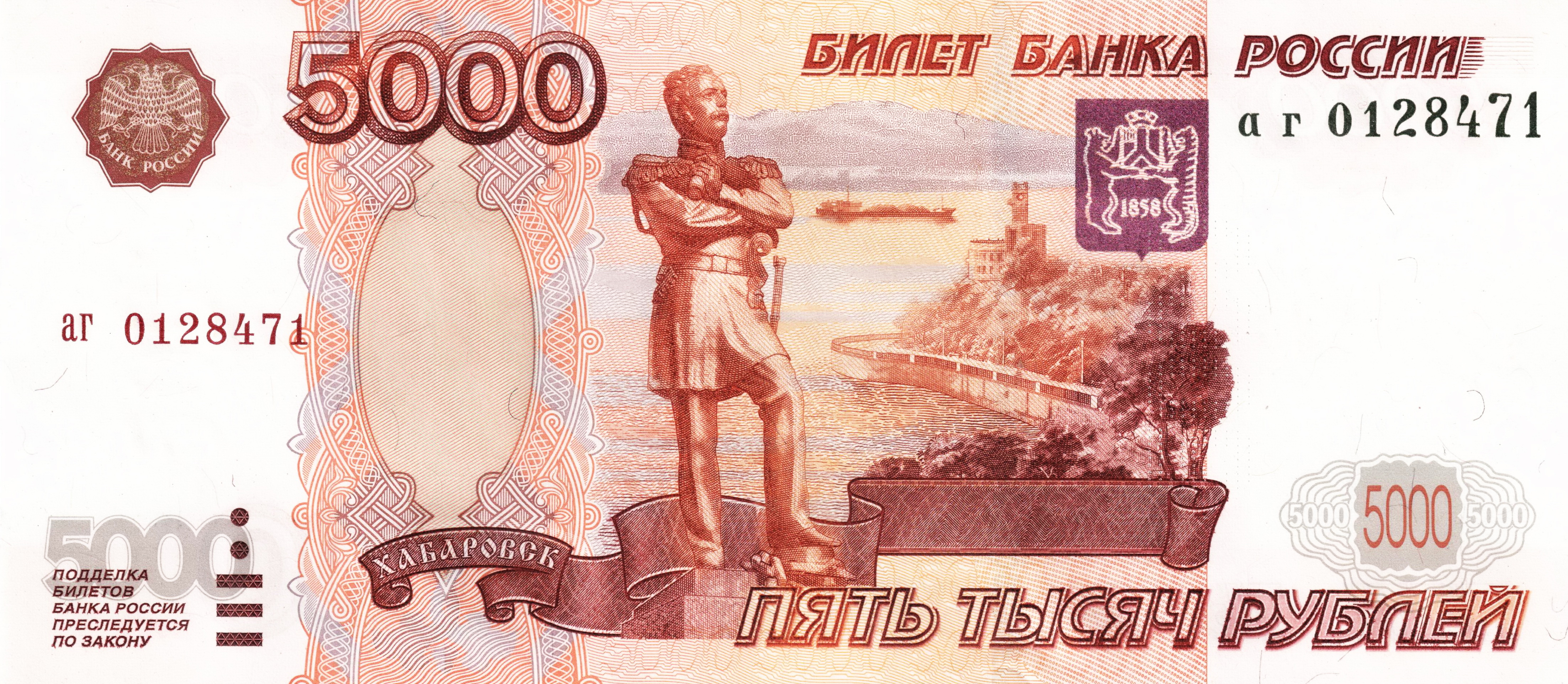
Monumento a Muraviov-Amurski en Jabárovsk representado en el billete de 5000 rublos rusos.

En 1891, una estatua de bronce de Muraviov fue erguida en uno de los acantilados del río Amur cerca de Jabárovsk. En 1929, una estatua de Lenin la reemplazó y permaneció allí hasta 1989. El monumento a Muraviov-Amurski fue reconstruido en 1993.
En 1992, los restos de Muraviov-Amurski fueron trasladados desde París para ser enterrados en el centro de Vladivostok, que se sitúa en la epónima península Muraviov-Amurski. En 2012, una estatua de bronce de Muraviov fue instalada sobre su tumba, orientada hacia la bahía del Cuerno de Oro, que el estadista visitó en el año 1850.
El monumento en Jabárovsk —junto con el Puente Jabárovsk, a través del río Amur— figura en el billete de 5000 rublos rusos emitido por el Banco de Rusia desde el 31 de julio de 2006.